# Jean Tiberi
Pour les articles homonymes, voir Tiberi.
Jean Tiberi, né le 30 janvier 1935 à Paris et mort dans la même ville le 27 mai 2025, est un homme politique français, maire de Paris de 1995 à 2001.
Membre des partis gaullistes et néo-gaullistes successifs, il est plusieurs fois député de Paris entre 1968 et 2012, secrétaire d'État chargé des Industries alimentaires en 1976 et premier adjoint au maire de Paris de 1983 à 1995, ainsi que maire du 5e arrondissement de Paris de 1983 à 1995 et de 2001 à 2014.
Après l'élection de Jacques Chirac à la présidence de la République, il est désigné par ce dernier pour lui succéder à Paris et l'emporte aux élections municipales de 1995. Mais contesté pour sa gestion et visé par plusieurs affaires judiciaires, il forme des listes dissidentes aux élections municipales de 2001, lors desquelles il termine derrière Philippe Séguin (RPR) et Bertrand Delanoë (PS).
Avec son épouse Xavière, il est ensuite condamné dans le cadre d'une affaire de faux électeurs.

## Situation personnelle
D'ascendance corse, il naît à Paris. Son père est employé d'assurance et sa mère sténodactylographe.
Il effectue sa scolarité au collège Sainte-Barbe et au lycée Louis-le-Grand (époque où, à l'âge de quinze ans, il adhère au RPF), dans le 5e arrondissement de Paris, puis poursuit des études supérieures en faculté de droit et devient magistrat. Substitut à Metz et à Meaux, il est nommé juge à Beauvais puis détaché à la chancellerie.
Il est marié avec Xavière Casanova, avec qui il a eu un fils, Dominique, également engagé en politique, et une fille, Hélène.

## Parcours politique

### Débuts et ascension
Jean Tiberi commence sa carrière politique en adhérant à l'Union gaulliste de René Capitant, formation dite de gaullistes de gauche, et est élu en 1965 au conseil municipal de Paris ainsi que député suppléant de René Capitant. À l'entrée de ce dernier au gouvernement le 30 juin 1968, Jean Tiberi occupe son siège de député gaulliste de Paris puis est élu sous son nom propre aux élections législatives de 1973.
Jean Tiberi rejoint le RPR lors de sa fondation en 1976, et devient proche de Jacques Chirac dans le gouvernement au sein duquel il exerce les fonctions de secrétaire d'État auprès du ministre de l'Agriculture et auprès du ministre de l'Industrie et de la Recherche, chargé des industries alimentaires du 12 janvier au 25 août 1976.
Après l'élection de Jacques Chirac à la mairie de Paris en 1977, il devient son suppléant dans le 5e arrondissement puis son premier adjoint. Il est enfin élu maire du 5e arrondissement sans discontinuer aux élections municipales de 1983, 1989, 1995, 2001 et de 2008. Parallèlement, il est élu député de la 2e circonscription de Paris (nommée 3e jusqu'en 1986) à l'ensemble des élections législatives de 1973 à juin 2007 compris.
En décembre 1974, Jean Tiberi vote la loi dépénalisant l'avortement, dite « loi Veil » qui est promulguée le 17 janvier 1975.
Jean Tiberi a exercé les fonctions de maire de Paris de mai 1995 à mars 2001 à la tête d'une coalition RPR-UDF-Démocratie libérale. Candidat à sa propre succession, il a été battu en mars 2001 par la liste PS-Verts-PCF menée par Bertrand Delanoë. Lorsqu'il était maire de Paris, ses fonctions de maire du 5e arrondissement ont été exercées par Jean-Charles Bardon.
Aux élections législatives de juin 2012 Jean Tiberi ne se présente pas pour un nouveau mandat. François Fillon lui succède en tant que député de la 2e circonscription de Paris.

### Premières années à la mairie de Paris
Jean Tiberi est proposé par Jacques Chirac comme candidat du RPR à la mairie de Paris, de préférence à Jacques Toubon, alors maire du 13e arrondissement de Paris. À la suite d'une campagne courte (mai-juin 1995), les listes RPR-UDF remportent quatorze des vingt arrondissements parisiens et élisent donc Jean Tiberi comme maire de Paris et président du Conseil général du département de Paris.
En 1998, Jacques Toubon tente de ravir la mairie à Jean Tiberi en créant un groupe dissident de la majorité municipale, finalement en vain.
La mandature de Jean Tiberi au Conseil de Paris est caractérisée par l'assainissement fiscal de la Ville à partir de 1997. Le début de mandat avait été marqué par la chute des droits de mutation en raison de la crise immobilière et le recours à l'emprunt. Le taux d'exécution du budget 1996 n'avait ainsi pas dépassé 60 % des crédits votés alors que le budget social, particulièrement élevé à Paris, augmentait de 3 % chaque année au détriment de l'investissement. Cependant, grâce notamment à la reprise de l'immobilier, le taux d'endettement par habitant atteignait son plus bas niveau mesuré en 2000. Converti par ailleurs à un urbanisme « à visage humain », de nombreux lieux de conflits débutés sous la mandature précédente s'apaisent à la suite de la modification par Tiberi de nombreux projets comme la ZAC Maillot, la ZAC Moskova, la réhabilitation du Bas-Belleville et des Amandiers, la rénovation du faubourg Saint-Antoine ou la ZAC Pajol.
Parmi ses principales contributions, on peut noter :
- l'augmentation du nombre de couloirs de bus protégés et non protégés, Jean Tiberi ayant notamment promis de réduire la circulation automobile de 5 à 10 % d'ici la fin de son mandat[9] ;
- le lancement en 1996 d'un plan Vélo et la création d'un réseau de pistes cyclables visant à favoriser la circulation cycliste à Paris ;
- l'inauguration de la passerelle de Solférino reliant la rue de Solférino au jardin des Tuileries ;
- le lancement des études préliminaires pour un projet de tramway à la périphérie de la capitale, dont l'idée sera reprise et fortement modifiée pour devenir le tramway des Maréchaux ;
- l'ouverture des voies sur berge le dimanche aux piétons ;
- l'adaptation des schémas directeurs et prise en compte accrue des maires d'arrondissements et des habitants dans les projets d'aménagements des ZAC Rive Gauche, Pajol et Maillot[9].

### De l'éviction du RPR à l'adhésion à l'UMP
Un an avant la fin du mandat de Jean Tiberi et alors que ses affaires judiciaires le poursuivent déjà, le RPR, présidé par Michèle Alliot-Marie, décide d'organiser une procédure permettant la désignation éventuelle d'autres candidats que lui. Philippe Séguin, député-maire d'Épinal devient le candidat officiel du RPR allié à Démocratie libérale et l'UDF. Jean Tiberi maintient cependant sa candidature, protestant contre le fait qu'il n'y ait pas eu de primaires au sein de son parti, et présente des listes dans tous les arrondissements. Le RPR décide son exclusion le 12 octobre 2000. En réaction, le maire retire à tous ses adjoints séguinistes leurs délégations.
Au soir du premier tour en mars 2001, les listes RPR-UDF-DL de Philippe Séguin arrivent devant celles de Jean Tiberi dans 18 des 20 arrondissements. Philippe Séguin refuse toute fusion avec des équipes dont il juge la fréquentation sulfureuse. Au soir du second tour, avec près de 51 % des suffrages (dont 35 % pour les listes de Philippe Séguin), la droite est finalement devancée en nombre de sièges par la liste de la gauche plurielle conduite par Bertrand Delanoë (12 arrondissements contre 8).
Jean Tiberi remporte 12 sièges au Conseil de Paris, ainsi que la mairie du 5e arrondissement, tandis que son adjoint aux Finances, Jean-François Legaret, s'impose dans le 1er arrondissement. À la fin de l'année 2002, Philippe Séguin se retire de la politique, permettant à terme le regroupement du groupe des conseillers de Paris RPR-DL avec les tiberistes dans celui de la nouvelle UMP.
Le dernier mandat de député de Jean Tiberi est obtenu en juin 2007 grâce à sa réélection au second tour face à la candidate PS Lyne Cohen-Solal, avec 52,66 % des suffrages exprimés.
Son dernier mandat de maire du 5e arrondissement est obtenu à la suite des élections municipales de 2008, sa liste ayant recueilli au second tour 45 % des suffrages exprimés contre 44,1 % pour celle de Lyne Cohen-Solal (PS) et 10,9 % pour celle de Philippe Meyer (MoDem).
L'année suivante, pour cause de défaut de paiement de son loyer, sa permanence politique est exclue par la mairie de Paris du local qu'elle occupait.
En 2011, sur proposition de Christine Lagarde et contre l’avis de la commission d’évaluation, son fils Dominique, qui est aussi son 5e adjoint à la mairie du 5e arrondissement, est nommé contrôleur général économique et financier au ministère de l’Économie. Le Conseil d’État annule cette nomination.
Jean Tiberi est également membre du comité d'honneur du Mouvement initiative et liberté (MIL), organisation d'inspiration gaulliste formée en 1981.
Il soutient François Fillon au congrès de l'Union pour un mouvement populaire de 2012.

## Dernières années
Jean Tiberi ne se représente pas à la mairie du 5e arrondissement lors des élections municipales de 2014 à Paris, souhaitant passer le témoin à son fils Dominique. Ce dernier se présente finalement en dissident, la candidate désignée par l'UMP étant Florence Berthout, laquelle est élue et succède donc à Jean Tiberi.
Il meurt le 27 mai 2025 à Paris, à l'âge de 90 ans, des suites d'un cancer,,. Ses obsèques se déroulent le 3 juin en l'église Saint-Étienne-du-Mont en présence de certaines personnalités politiques, suivies par l'inhumation au cimetière du Montparnasse (division 9) dans la même ville.

## Affaires judiciaires

### Affaire des HLM de Paris
À partir de 1999, une première procédure judiciaire concerne son rôle en tant que président de l'Office public d'aménagement et de construction (OPAC) des HLM de Paris dans le contournement des procédures légales d'appel d'offres et des marchés des HLM parisiens et dans le financement occulte du RPR.
Cette affaire se termine en 2005 par un non-lieu.

### Affaire des faux électeurs du5earrondissement
En tant que maire du 5e arrondissement de Paris, Jean Tiberi est suspecté à partir de 1997 d'avoir organisé à compter de 1989 un système de fraude électorale.
L'instruction dans l'affaire dite des faux électeurs du 5e arrondissement débute à la suite d'une plainte de son adversaire PS dans l'arrondissement, Lyne Cohen-Solal, qui dénonce des centaines d'inscriptions fictives de faux électeurs à différentes adresses de l'arrondissement, ou des radiations douteuses sur les listes électorales de l'arrondissement lors des élections municipales de 1995 et des élections législatives de 1997. Cette plainte fait suite à l'enquête du Canard enchaîné qui découvre 800 faux inscrits. En échange de ces fausses domiciliations, les personnes se seraient vu attribuer des places de crèche, des logements sociaux ou des emplois.
Le 14 février 2008, les juges d'instruction chargés de l'enquête sur les faux électeurs du 5e arrondissement de Paris décident de renvoyer Jean Tiberi, son épouse Xavière et neuf autres prévenus devant le tribunal correctionnel de Paris. Ce renvoi en correctionnelle est demandé sans attendre les réquisitions du parquet, qui se faisaient attendre depuis de longs mois (comme dans l'affaire Jacques Dominati). Jean-Claude Marin, procureur de Paris, avait alors accusé les deux juges d’instruction de « s’immiscer » dans la campagne électorale, les élections municipales ayant lieu un mois après. Cette affaire des faux électeurs n’a pas contribué à redorer le blason des hiérarques du parquet, liés statutairement au pouvoir exécutif, et en butte à une éternelle suspicion. Le procureur requiert alors contre Jean Tiberi une peine d'inéligibilité d'une durée de cinq ans, un an de prison avec sursis, ainsi que 10 000 euros d'amende. Le Conseil constitutionnel, saisi en 1998 pour vérifier la légalité de l'élection de Jean Tiberi en 1997, reconnait par ailleurs, dans son arrêt du 20 février 1998, l'existence de manœuvres frauduleuses en considérant toutefois qu'elles n'étaient pas en mesure d'avoir modifié le résultat de l'élection, Tiberi ayant gagné avec 2 725 voix d'avance. En 2000, le rapport des enquêteurs confié à la juge d'instruction parisienne Chantal Perdrix démontre l'existence de plus de 3 000 électeurs fantômes lors des élections législatives de 1997.
Lors du procès en 2009, l'écologiste Yves Contassot, qui a également porté plainte pour l'affaire des faux électeurs du 3e arrondissement, explique : « En 1989, Jacques Chirac a réuni ses adjoints et les maires d'arrondissement pour leur expliquer qu'il voulait faire le grand chelem aux élections municipales. Pour gagner partout, il a été décidé de transférer des électeurs des arrondissements qui avaient des grandes réserves à droite vers ceux qui étaient susceptibles de tomber à gauche : le 5e mais aussi le 20e, le 19e, le 18e, le 11e et le 3e. Une opération baptisée « Transfusion sanguine » ».
Le 27 mai 2009, la 16e chambre du tribunal correctionnel de Paris rend son jugement et condamne Jean Tiberi à 10 mois de prison, 10 000 euros d’amende et 3 ans d’inéligibilité. Le parquet avait requis 12 mois de prison avec sursis, 10 000 euros et cinq ans inéligibilité, la peine maximale pour les « atteintes à la sincérité d’un scrutin par les manœuvres frauduleuses » étant d’un an de prison et 15 000 euros d’amende. Jean Tiberi fait appel de ce jugement.
Le 12 mars 2013, la cour d'appel de Paris confirme le jugement précédent et condamne Jean Tiberi à dix mois de prison avec sursis, 10 000 euros d’amende et trois ans d'inéligibilité.
Il dépose la même semaine un pourvoi en cassation. Cela suspend sa peine et donc l'autorise à se présenter aux élections municipales de 2014.
Le 3 mars 2015, la Cour de cassation rejette le pourvoi de Jean Tiberi et de son épouse, qui sont donc définitivement condamnés. Immédiatement, ils annoncent s'apprêter à formuler un recours devant la Cour européenne des droits de l'homme, dont on ne connait pas les suites.
Le 30 mars 2024, le journal « Le Monde » prouve en se basant sur les archives publiées après 25 ans que le Conseil constitutionnel a délibérément fermé les yeux sur cette fraude, décidant de valider son élection aux élections législatives de 1997 en dépit des nombreuses fraudes mises en évidence par sa propre enquête. Lorsque la juge d’instruction chargée de l’affaire des « faux électeurs » a voulu consulter le rapport du Conseil constitutionnel, les membres de celui-ci ont refusé de collaborer avec la Justice, au nom du « secret des délibérations ».

### Logements sociaux
Entre les deux tours des élections municipales de 1995, la presse révèle que les enfants du couple vivent dans des logements sociaux, alors qu'ils perçoivent des loyers d'appartements qu'ils louent, dont ils sont propriétaires.

## Détail des mandats et fonctions

### Fonctions gouvernementales
- du 12 janvier 1976 au 25 août 1976 : secrétaire d'État auprès du ministre de l'Agriculture et auprès du ministre de l'Industrie et de la Recherche, chargé des industries alimentaires.

### Mandats parlementaires
- du 13 août 1968 au 12 février 1976 puis du 15 novembre 1976 au 20 juin 2012 : député de l'ancienne troisième circonscription puis de la deuxième circonscription de Paris. Il est réélu le 11 mars 1973, le 14 novembre 1976, le 12 mars 1978, le 14 juin 1981, le 16 mars 1986, le 5 juin 1988, le 21 mars 1993, le 1er juin 1997, le 16 juin 2002 et le 17 juin 2007.

### Mandats locaux
- du 14 mars 1983 au 19 mars 1989 : adjoint au maire de Paris ;
- du 20 mars 1989 au 21 mai 1995 : adjoint au maire de Paris, chargé du Logement ;
- du 22 mai 1995 au 25 mars 2001 : maire de Paris ;
- du 29 mars 1983 au 21 mai 1995 et du 2 avril 2001 au 13 avril 2014 : maire du 5e arrondissement de Paris ;
- du 21 mars 1965 au 30 mars 2014 : conseiller de Paris ;
- du 14 mars 1983 au 30 mars 2014 : conseiller municipal du 5e arrondissement de Paris.

## Dans la fiction
Dans le film Trois Zéros (2002), il joue brièvement le rôle du maire de Paris.